# Трактовый (Иркутская область)
Трактовый — населённый пункт в Зиминском районе Иркутской области России. Входит в состав Хазанского муниципального образования.

## География
Населённый пункт находится на расстоянии примерно 11 км к юго-западу от города Зима, административного центра района.

## Население
| 2002 | 2010 | 2011 | 2012 |
| ---- | ---- | ---- | ---- |
| 110  | ↘88  | →88  | ↘87  |

### Гендерный состав
По данным Всероссийской переписи, в 2010 году в населённом пункте проживало 88 человек (46 мужчин и 42 женщины).